# L'Alto Adige nel cuore
L'Alto Adige nel cuore (en français, le Haut-Adige dans le cœur) est un mouvement politique italophone de centre-droit de la province autonome de Bolzano.
Dirigé par Alessandro Urzì, un journaliste élu en 1998 avec l'Alliance nationale, réélu en 2003 et en 2008 avec Le Peuple de la liberté. Il est devenu membre de Futur et liberté pour l'Italie en 2011. Mais en 2012, avec d'autres FLI, il crée Alto Adige nel cuore en se présentant aux élections législatives de février 2013 dans le collège sénatorial de Bolzano/Bassa Atesina en obtenant 4,4 % des voix. Il obtient sa réélection comme conseiller provincial le 27 octobre 2013.